# Etnocrație
Etnocrația este o structură politică în care aparatul de stat este controlat de către grupul etnic dominant cu scopul de a-și apăra interesele, puterea și resursele. Regimurile etnocratice se ascund deseori în spatele unei democrații de fațadă unde etnicitatea (sau rasa sau religia) - și nu cetățenia - garantează accesul la putere și resurse. O societate etnocratică facilitează etnicizarea statului prin control și este asociată cu conflicte interetnice⁠(d) in interiorul statului sau cu statele vecine.

## Monoetnocrație vs. polietnocrație
În octombrie 2012, Lise Morjé Howard introduce termenii de monoetnocrație și polietnocrație. Monoetnocrația este o formă de regim politic unde un unic grup etnic domină, iar polietnocrația este o formă de regim în care mai multe grupuri etnice guvernează statul. Ambele sunt forme ale etnocrației. Etnocrația este fundamentată pe premisa că grupurile etnice sunt primordiale, etnicitatea este fundamentul identității politice, iar cetățenii rareori adoptă mai multe identități etnice.